# Megalogonia ictaluri
Megalogonia ictaluri är en plattmaskart. Megalogonia ictaluri ingår i släktet Megalogonia och familjen Allocreadiidae. Inga underarter finns listade i Catalogue of Life.